# Hylaspes
Hylaspes es un género de escarabajos  de la familia Chrysomelidae. En 1865 Baly describió el género. Contiene las siguientes especies:
- Hylaspes apurva Maulik, 1936
- Hylaspes dohrni Duvivier, 1885
- Hylaspes duporti Laboissiere, 1931
- Hylaspes facialis (Laboissiere, 1931)
- Hylaspes longicornis Baly, 1865
- Hylaspes magnifica Duvivier, 1892
- Hylaspes nigricollis Laboissiere, 1931
- Hylaspes tenuicornis (Laboissiere, 1931)
- Hylaspes tibialis (Laboissiere, 1931)